# Praia de Majorlândia
Trecho da Praia de Majorlândia
Majorlândia é um praia brasileira localizada na cidade de Aracati no estado do Ceará.
Está situada a 12km da sededo município de Aracati e 170km de Fortaleza e 6km de Canoa Quebrada, praia vizinha. Seu nome deriva do distrito homônimo, fundado em 1937 pelo major Bruno da Silva Figueiredo, por isso o nome Majorlândia, que significa “Terra do Major”.